# (5845) Davidbrewster
(5845) Davidbrewster ist ein Asteroid des Hauptgürtels, der am 19. August 1988 vom britisch-australischen Astronomen Robert McNaught am Siding-Spring-Observatorium (IAU-Code 413)  in der Nähe von Coonabarabran in New South Wales in Australien entdeckt wurde.
Der Asteroid gehört zur Eos-Familie, einer Gruppe von Asteroiden, welche typischerweise große Halbachsen von 2,95 bis 3,1 AE aufweisen, nach innen begrenzt von der Kirkwoodlücke der 7:3-Resonanz mit Jupiter, sowie Bahnneigungen zwischen 8° und 12°. Die Gruppe ist nach dem Asteroiden (221) Eos benannt. Es wird vermutet, dass die Familie vor mehr als einer Milliarde Jahren durch eine Kollision entstanden ist.
Der Himmelskörper wurde nach dem schottischen Physiker, Wiederentdecker des Kaleidoskops sowie Erfinder des dioptrischen Stereoskops David Brewster (1781–1868) benannt, der Professor für Physik an der Universität St. Andrews war.